# Max Saelmans
Max Hermann Saelmans (* 31. März 1876 in Krefeld; † 3. Februar 1954 in Duisburg) war ein deutscher Jurist und Politiker. Er war Bürgermeister von Dinslaken (1911–1923).

## Leben
Als Sohn eines Kaufmanns geboren, studierte Saelmans nach dem Besuch des Krefelder Gymnasiums Rechtswissenschaften in Bonn und München. Während seines Studiums wurde er 1894 Mitglied der Burschenschaft Alemannia Bonn. 1897 machte er sein Examen und wurde zum Dr. iur. promoviert. Nach Assessorprüfung 1901 wurde er 1902 als Assessor Rechtsanwaltskonzipient in Gummersbach, war dann von 1902 bis 1904 im Auswärtigen Amt in Den Haag und in Ostasien tätig, bevor er bis 1905 als Gerichtsassessor an den Amtsgerichten Krefeld und Moers arbeitete. Nach Stationen in Münster und Krefeld wurde er 1908 besoldeter Beigeordneter in Homberg (Rheinhessen). Von 1909 bis 1911 war er für die Deutsche Warentreuhand AG tätig, zuletzt als Geschäftsführer der Zweigstelle Duisburg. In den Jahren 1911 bis 1923 war er Bürgermeister von Dinslaken, danach Rechtsanwalt und Notar in Duisburg.